# Pic Stanley

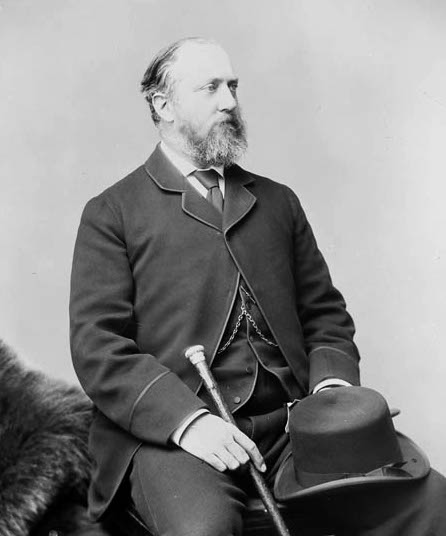
Lord Stanley of Preston

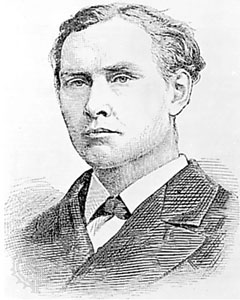
Edward Whymper, gravat de 1881

El pic Stanley és una muntanya de 3.155 msnm de la Columbia Britànica (Canadà), localitzada a la serralada Ball Range de les muntanyes Rocoses, a la secció nord-est del Parc Nacional de Kootenay, a l'àrea del pas de Vermilion.
La muntanya fou batejada el 1901 per Edward Whymper en honor de Lord Frederick Stanley, 16è Earl de Derby, el sisè Governador general del Canadà. Hi ha fonts que daten el seu bateig el 1912 en honor de Stanley H. Mitchell, secretari-tresorer de l'Alpine Club of Canada.
A principis de 1900, Wympher va visitar en diverses ocasions les Muntanyes Rocoses canadenques i va arribar a acords amb la Canadian Pacific Railway (CPR) per promoure les Muntanyes Rocoses del Canadà i el ferrocarril en les seves conferències. A canvi, la CPR va acordar pagar els costos de transport per a ell i els seus guies. El 1901, Whymper i els seus quatre guies (Joseph Bossoney, Christian Kaufmann, Christian Klucker, i James Pollinger) van fer les primeres ascensions del pic Stanley i també del mont Whymper, de 2.844 msnm (51° 13′ 28″ N, 116° 05′ 55″ O / 51.22445°N,116.09861°O) a la Columbia Britànica.
Existeixen dos pics més a la Columbia Britànica anomenats pic Stanley, un de 2.935 msnm localitzat al districte regional de Squamish-Lillooet (50° 49′ 48″ N, 123° 43′ 18″ O / 50.83000°N,123.72167°O), 24 km al nord-oest de Keyhole Falls i 62 km a l'oest de Gold Bridge, i un altre de 2.030 msnm a la regió de Stikine (59° 56′ 52″ N, 136° 35′ 35″ O / 59.94778°N,136.59306°O) (90 km al nord-oest de Skagway, Alaska).